# نادي كالاهورا
نادي كالاهورا (بالإسبانية: CD Calahorra)‏ هو فريق كرة قدم يلعب في القسم الثاني الإسباني.